# Faulerwasenbach
Der Faulerwasenbach ist ein rechter Zufluss des Wiedereckgrabens bei Heidenheim im mittelfränkischen Landkreis Weißenburg-Gunzenhausen.

## Verlauf
Der Faulerwasenbach entspringt in einem kleinen Waldstück im Naturpark Altmühltal am Westrand des Hahnenkamms auf einer Höhe von 533 m ü. NHN zwischen Hohentrüdingen im Westen und Kreuthof im Osten. Er fließt beständig in nordöstliche Richtung und speist mehrere Weiher. Der Bach fließt nördlich an Kreuthof vorbei. Nachdem er die Kreisstraße WUG 29 unterquert hat, mündet der Faulerwasenbach nach einem Lauf von rund 1,36 Kilometern auf einer Höhe von 497 m ü. NHN bei Mariabrunn rechts in den am Kohlbrunnen entspringenden Wiedereckgraben, der kurz darauf in die „Westliche“ Rohrach mündet. Der Faulerwasenbach ist der längste Zufluss des Wiedereckgrabens. Wenig oberhalb des Faulerwasenbachs münden die aus den Sieben Quellen entspringenden Bäche, unweit nordöstlich mündet der Röthelgraben. Der Faulerwasenbach durchfließt keine Ortschaften und hat keine bedeutenden Zuflüsse.
Der Faulerwasenbach entwässert ein Einzugsgebiet von 0,99 km².